# Генрих I (маркграф Мейсена)
Генрих I Старший (нем. Heinrich I. der Ältere; ок. 1070 — 1103) — граф Айленбурга с 1075, маркграф Лужицкой марки с 1081, маркграф Мейсена с 1089, сын графа Деди II фон Веттина от второго брака с Аделью Лувенской. Генрих I был первым представителем династии Веттинов, владевших Мейсенской маркой.

## Биография

### Правление
Из-за участия Деди II, отца Генриха I, в неудачном восстании против императора Генриха IV, в 1075 году Деди был вынужден отдать Генриха I в заложники императору.
Граф Деди II умер в октябре 1075 года. Поскольку старший брат Генриха I, Деди III, умер раньше отца, то родовые владения Веттинов, включая графство Айленбург, унаследовал Генрих. Однако император Генрих IV отобрал Лужицкую марку, передав её чешскому князю Вратиславу II.
В разгоревшейся борьбе за инвеституру Генрих I поддержал императора Генриха IV, став его верной опорой в империи. В благодарность за это, император в 1081 году вернул Генриху I Лужицкую марку, а в 1089 году передал конфискованную у маркграфа Экберта II Мейсенскую марку. Чтобы закрепить за собой Мейсен, Генрих около 1101/1102 года женился на сестре Экберта, Гертруде Брауншвейгской. Однако уже в 1103 году Генрих I погиб в борьбе против славян. Наследником его остался малолетний сын Генрих II.

### Брак и дети
Жена: с ок. 1101/1102 Гертруда (ок. 1065 — 9 декабря 1117), графиня Брауншвейга, дочь маркграфа Мейсена Экберта I и Ирмгарды Туринской, вдова графа Катленбурга Дитриха II и графа Нортхайма Генриха Толстого. Дети:
- Генрих II (ок. 1103/1104 — 1123), граф Айленбурга, маркграф Мейсена и Восточной Саксонской (Лужицкой) марки с 1103